# Bristol (Florida)
Bristol és una població dels Estats Units, seu del comtat de Liberty, a l'estat de Florida. Segons el cens del 2000 tenia 845 habitants.

## Demografia
Segons el cens del 2000, Bristol tenia 845 habitants, 326 habitatges, i 235 famílies. La densitat de població era de 200,2 habitants per km².
Dels 326 habitatges en un 30,7% hi vivien nens de menys de 18 anys, en un 52,8% hi vivien parelles casades, en un 14,1% dones solteres, i en un 27,9% no eren unitats familiars. En el 25,8% dels habitatges hi vivien persones soles el 12% de les quals corresponia a persones de 65 anys o més que vivien soles. El nombre mitjà de persones vivint en cada habitatge era de 2,48 i el nombre mitjà de persones que vivien en cada família era de 2,91.
Per edats la població es repartia de la següent manera: un 24,9% tenia menys de 18 anys, un 8,5% entre 18 i 24, un 25,6% entre 25 i 44, un 24,5% de 45 a 60 i un 16,6% 65 anys o més.
L'edat mediana era de 39 anys. Per cada 100 dones de 18 o més anys hi havia 87,3 homes.
La renda mediana per habitatge era de 31.607 $ i la renda mediana per família de 36.932 $. Els homes tenien una renda mediana de 26.473 $ mentre que les dones 22.500 $. La renda per capita de la població era de 17.949 $. Entorn del 14,8% de les famílies i el 19,8% de la població estaven per davall del llindar de pobresa.

## Poblacions més properes
El següent diagrama mostra les poblacions més properes.